# Giulio Falzoni

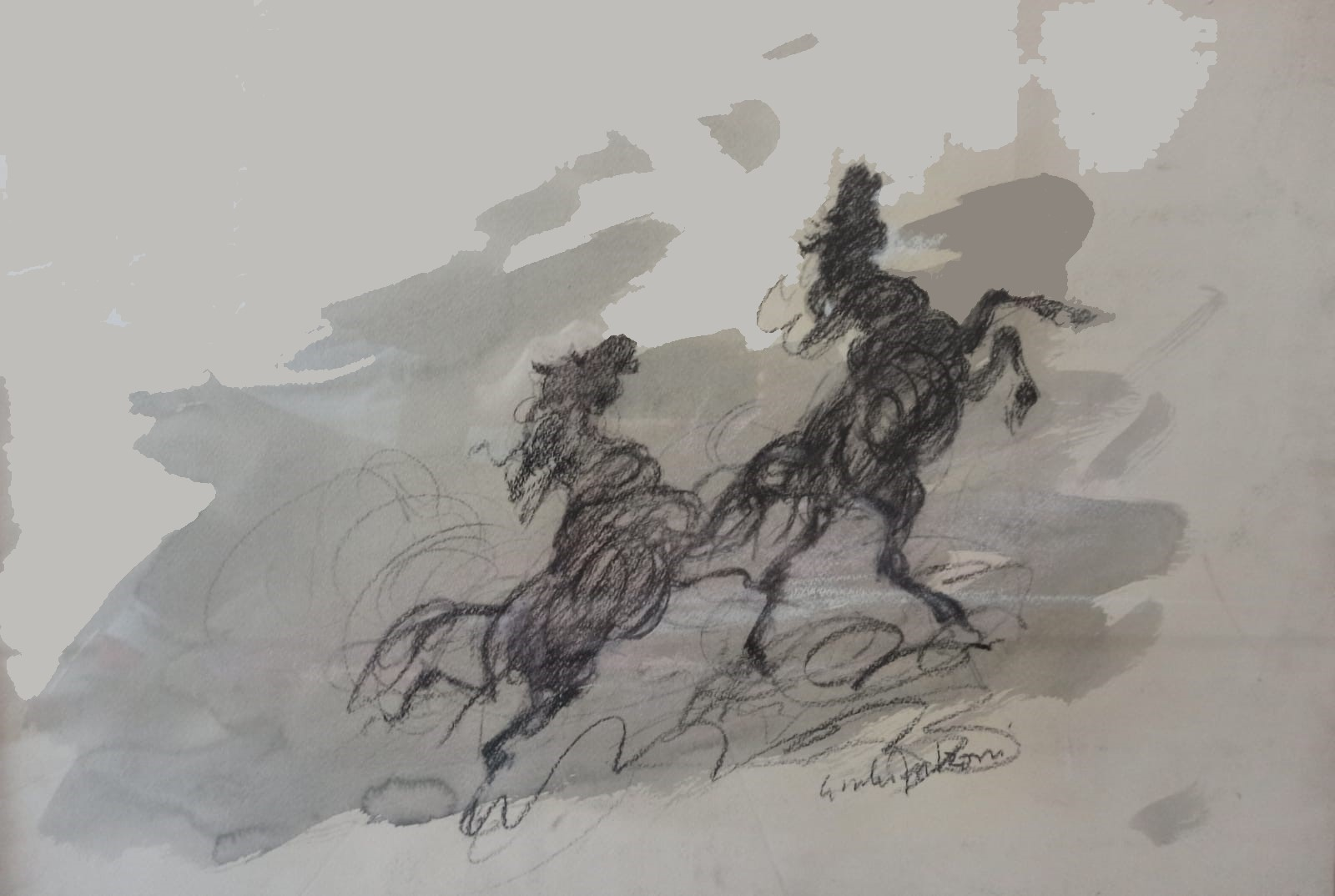
Giulio Falzoni, cavalli

Giulio Falzoni (Marmirolo, 1º giugno 1900 – Milano, 29 luglio 1979) è stato un pittore italiano.

## Biografia
Giulio Falzoni è nato nel mantovano ma ha vissuto per molti anni a Firenze e successivamente in corso Genova a Milano, sua città di elezione, di cui ha dipinto moltissime vedute e dove è morto nel 1979. Rappresentante di spicco della scuola figurativa del Novecento, si è prodotto in diverse tecniche ma il suo nome resta prevalentemente legato alla sua maestrìa nell'acquerello, di cui è stato indiscusso maestro.
Si è anche cimentato con successo in altre tecniche, quali l'olio su tela, il murale, la china e alcuni interessanti esperimenti multimediali ante litteram.
È stato un valente violinista e per diversi anni ha suonato nell'orchestra del Maggio Musicale Fiorentino sotto la direzione dei più grandi direttori dell'epoca. Di quel periodo conserverà sempre ricordi indelebili.
Proprio ai suoi studi musicali si deve una delle sue peculiarità pittoriche: mentre da ragazzo si recava a piedi a lezione di violino da Marmirolo a Mantova, scivolò sulla neve e cadde fra le zampe di due cavalli da tiro, ma le intelligenti bestie fermarono immediatamente il passo per non calpestarlo. Da quel momento Falzoni concepì un senso di riconoscenza e amore per i cavalli, che per tutta la sua vita pittorica entrarono nei suoi dipinti, da soli o come parte delle sue tante vedute di città del mondo.

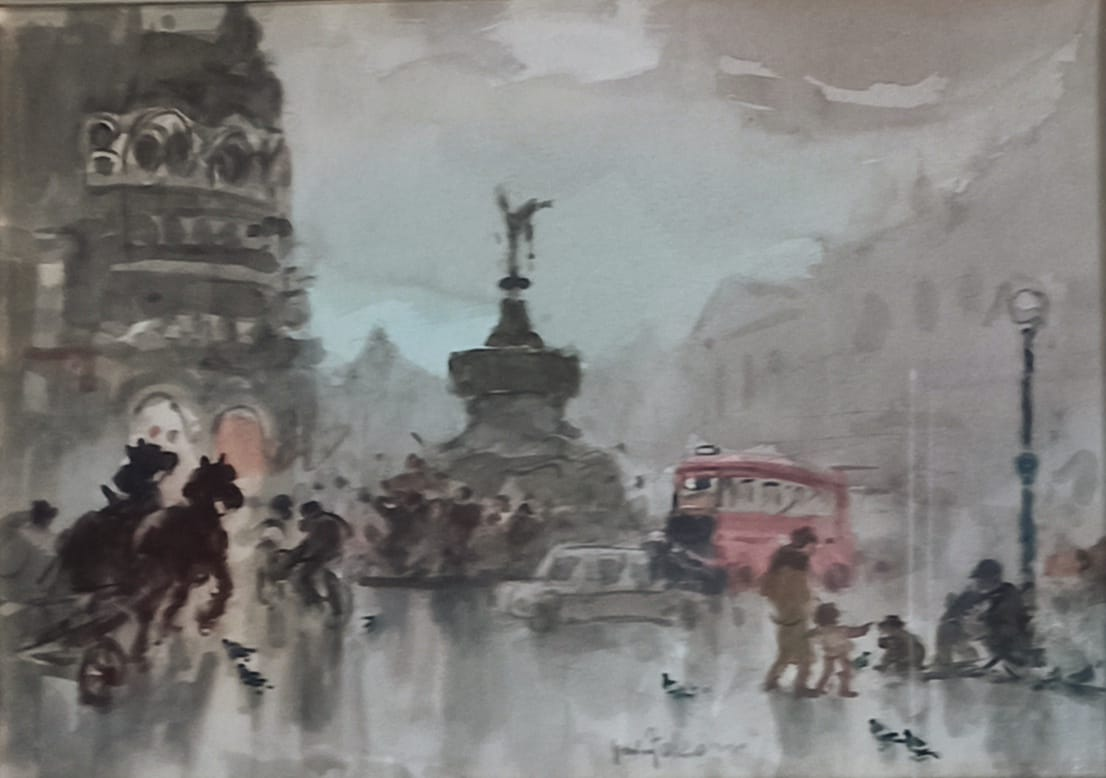
Giulio Falzoni, Piccadilly Circus - Londra

Nel 1915 ha iniziato a studiare disegno a Mantova. Nonostante la giovane età, prese parte per breve tempo al primo conflitto mondiale. Anche in quelle tragiche circostanze la sua matita non si fermò, e fissò su un taccuino immagini della vita di trincea. Non appena congedato, sulla strada del ritorno alla natìa Marmirolo, venne colpito dalla influenza spagnola mentre era a Piacenza, e rimase ricoverato a lungo nel locale ospedale.
Nel 1928 ha frequentato l'Accademia di belle arti di Firenze, dove iniziò a distinguersi per l'utilizzo della tecnica dell'acquerello per cui divenne poi noto.  Durante la sua permanenza a Firenze ha frequentato gli studi di Ludovico Tommasi (col quale condivideva anche la passione per il violino) e di Plinio Nomellini. Da lì cominciò la sua carriera espositiva, grazie anche all'interessamento di un grande rappresentante del primo Novecento napoletano, Vincenzo Irolli, che lo invitò a dipingere nel suo studio partenopeo.
Alla fine degli anni Quaranta si è specializzato presso la Royal Watercolour Society di Londra, città di cui ci ha lasciato suggestive vedute.
La sua prima mostra personale venne allestita a Mantova nel 1939, a cui seguirono numerose altre mostre a Firenze, Padova, Prato, Napoli, Venezia, Milano, Saint Louis nel Missouri (USA) e varie città in Inghilterra, Francia e Svizzera.

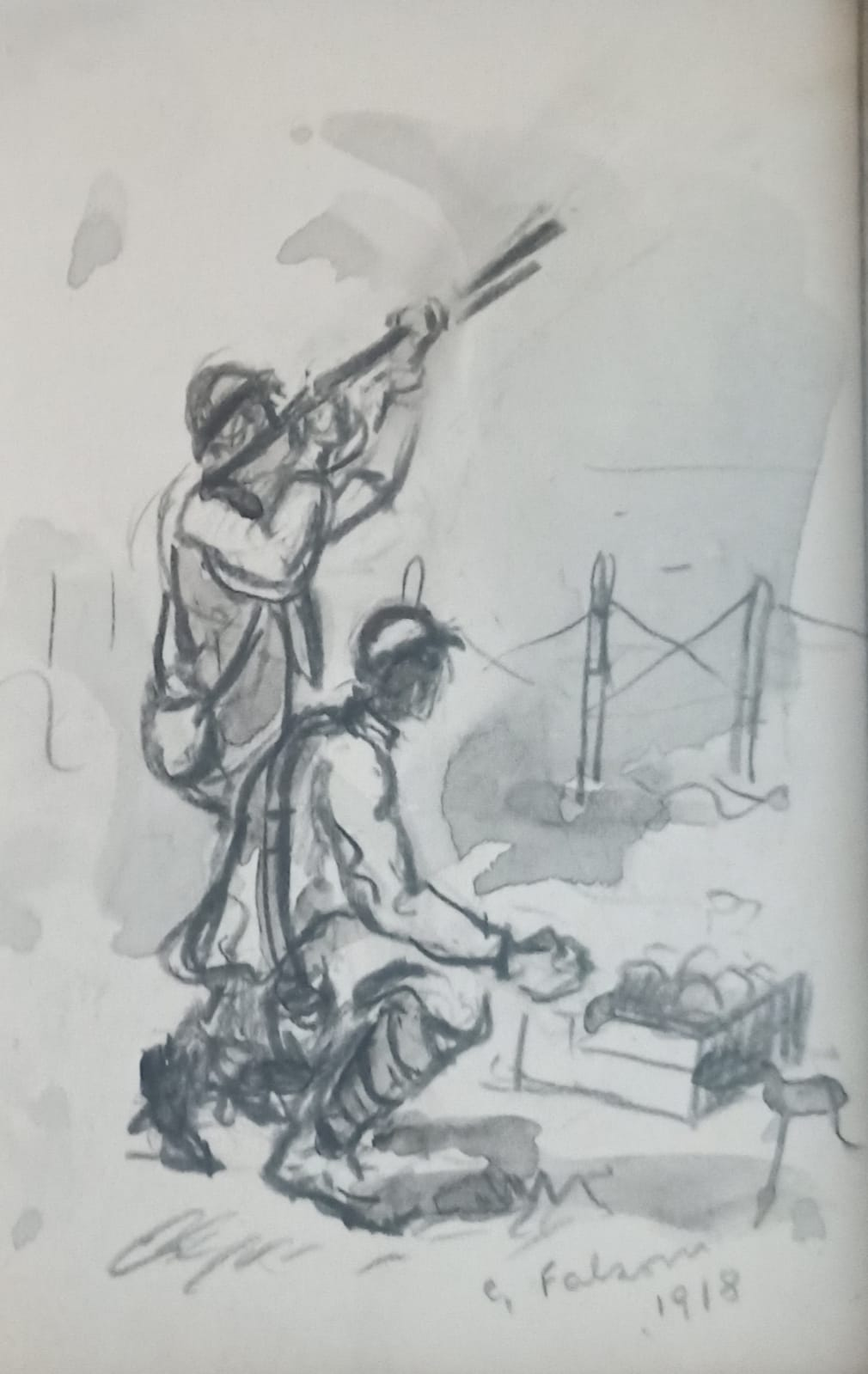
Giulio Falzoni, il segnale (1918)

Nel 1947 ha partecipato alla Mostra d'Arte Mantovana presso il Palazzo della Ragione di Mantova in occasione della Fiera di Mantova, riportando un grande successo.
Negli anni '70 del secolo scorso si è dedicato ad alcuni interessanti esperimenti multimediali che univano le sue due grandi passioni: la pittura e la musica classica. Ha illustrato con i suoi acquerelli diverse opere liriche e sinfoniche, tra cui la tetralogia di Wagner (di cui era un grande estimatore), Cavalleria Rusticana di Mascagni e brani strumentali come Una notte sul Monte Calvo di Musorgskij e li ha ripresi in video con lo sfondo audio delle musiche, accompagnate dal commento testuale di un attore professionista.
I suoi dipinti sono presenti in numerose collezioni private e pubbliche: tra queste ultime le prestigiose Galleria degli Uffizi e i Musei capitolini.
La sua vita si è chiusa carica di riconoscimenti. Tra questi:
- l'Ambrogino d'oro nel 1977
- la Targa d'argento del Ministero del Turismo e dello Spettacolo, nel 1978
- il Leone d'oro della Serenissima Accademia della Signoria di Firenze
- la nomina a cittadino onorario e ambasciatore di Mantova, quale riconoscimento per la sua arte

Per sua volontà, è stato sepolto a Firenze presso il Cimitero Evangelico degli Allori dove riposa con la moglie Luigia Schinetti e il figlio Giordano.